# Terremoto de Uqturpan de 2024
El terremoto de Uqturpan de 2024 fue un movimiento sísmico de magnitud 7.0 Mw ocurrido el martes 23 de enero a las 02:09 UTC+08:00. Tuvo una profundidad de 13 km y una intensidad en la escala de Mercalli de IX.Su epicentro se localizó en el condado de Uqturpan de la región de Sinkiang en China.Muy cerca de la frontera con Kirguistán.

## Terremoto
El terremoto se produjo como resultado de fallas oblicuas inversas y de deslizamiento. La ruptura tenía un área de 51 km × 28 km, y ocurrió en una falla oblicua inversa y lateral derecha de inclinación moderada que golpeaba hacia el este, o en una falla oblicua inversa y lateral izquierda de pendiente pronunciada que golpeaba hacia el oeste. El Centro de Redes Sísmicas de China dio al terremoto una magnitud de 7.1 Ms,mientras que el Servicio Geológico de Estados Unidos dijo que el terremoto midió 7.0 Mw.El movimiento se registró a las 02:09 UTC+08:00 a una profundidad de 13 km. Después del sismo principal se registraron al menos 31 réplicas.Se produjo una réplica de 5.8 Mw a las 02:14,seguido de un evento de 5.5 Mw 28 minutos más tarde,otra réplica de 5.0 Mw a las 02:50,otro movimiento de 5.5 Mw se produjo a las 03:36,seguido de un evento de 5.6 Mw a las 07:19.

### Intensidad
Según el servicio PAGER del USGS, el terremoto tuvo una intensidad en la escala de Mercalli de IX (Violento) y 227.000 personas estuvieron expuestas a intensidades dañinas superiores a VI (Fuerte).El terremoto principal y sus réplicas se sintieron en todo Sinkiang, incluidos Tacheng, Urumqi, Jotán, Kasgar, Korla y Yining.También se sintió en lugares como los vecinos Kazajistán y Kirguistán, lo que obligó a los residentes de ciudades como Alma Ata y Biskek a salir a las calles, así como en Uzbekistán y en la ciudad de Delhi, en la India. En Kazajistán, la intensidad del MSK-64 se estimó en V en Alma Ata y II en Shymkent.En el distrito de distrito de Jeti-Oguz de la región de Ysyk-Kol en Kirguistán, la intensidad del MSK-64 fue VI.

## Impacto

### China
Tres personas murieron en el condado de Akqi, mientras que en toda la región 12.426 fueron desplazadas. En el condado de Uqturpan, numerosas casas se derrumbaron y muchas personas quedaron aplastadas, aunque no se especificaron las cifras exactas, y una persona resultó herida en Yingate. Un puente resultó dañado y dos líneas eléctricas importantes resultaron caídas. En la prefectura autónoma kirguís de Kizilsu, 93 edificios se derrumbaron, otros 851 resultaron dañados y 910 animales de ganado murieron. Los daños y las víctimas fueron mínimos ya que el terremoto ocurrió en una zona escasamente poblada, con ello un total de 12,426 personas fueron desplazadas de sus hogares para mayor seguridad.
Seis personas resultaron heridas, 47 viviendas se derrumbaron y otras 78 resultaron dañadas en el condado de Akqi. Se notificó que dos de los heridos se encontraban en estado grave. Según las autoridades, la mayoría de las viviendas derrumbadas se produjeron en zonas rurales y fueron construidas por sus residentes. Las viviendas públicas recién construidas no colapsaron.

### Kazajistán
Cuatro vuelos entrantes sufrieron retrasos en el Aeropuerto Internacional de Almatý; un vuelo de Air Astana fue desviado a Turkestán mientras que los demás aterrizaron sin problemas. 67 personas resultaron heridas y 3 personas fueron hospitalizadas.

### Kirguistán
Al menos 100 edificios sufrieron daños leves en todo el país. Se informó de varios deslizamientos de tierra y desprendimientos de rocas en la carretera entre Biskek y Torugart.

### Rusia
En Kurgan, al menos dos edificios resultaron dañados y 246 personas fueron evacuadas.

## Repercusiones
El terremoto se produjo en medio de temperaturas bajo cero en la región. 88 rescatistas, 152 vehículos y 32 perros de búsqueda fueron desplegados en la región del epicentro para rescatar a posibles víctimas.Decenas de trenes fueron detenidos en la región de Sinkiang debido al terremoto. El Ministerio de Gestión de Emergencias envió 1000 tiendas de campaña, 5000 abrigos de invierno, 5000 mantas, 5000 colchones acolchados de algodón, 5000 camas plegables y 1000 estufas de calefacción al condado de Uqturpan para socorro en casos de desastre y colocó equipos de rescate en la vecina Región autónoma del Tíbet y en la provincia de Gansu en estado de alerta.El gobierno chino anunció que liberaría 30 millones de yuanes (4,23 millones de dólares) en fondos de ayuda en casos de desastre.
Las autoridades ferroviarias cerraron los ferrocarriles en las zonas afectadas y suspendieron 27 trenes en Sinkiang, mientras que las escuelas fueron cerradas en la región y en Kazajistán ese día.